# Dilemma (bài hát)
"Dilemma" là một bài hát của rapper người Mỹ Nelly hợp tác với ca sĩ R&B người Mỹ Kelly Rowland. Bài hát được phát hành vào ngày 25 tháng 6 năm 2002 như là đĩa đơn thứ ba trích từ album phòng thu thứ hai của Nelly Nellyville (2002), và là đĩa đơn đầu tiên trích từ album phòng thu đầu tay của Rowland Simply Deep (2002). Bài hát được viết lời bởi Nelly, Antoine Macon, Kenneth Gamble và Bunny Sigler, và được sản xuất bởi The Nimrods với nội dung thể hiện tuyên bố tình yêu của nhân vật nữ mặc dù bị ngăn cấm, và tình trạng khó khăn mà nhân vật nam chính phải đối mặt. "Dilemma" còn sử dụng đoạn nhạc mẫu và bao gồm những giai điệu từ "Love, Need and Want You" của Patti LaBelle, phát hành năm 1983 từ album I'm In Love Again của bà.
Sau khi phát hành, bài hát nhận được những phản ứng tích cực từ các nhà phê bình âm nhạc, trong đó họ đánh giá nó như là một bản nhạc nổi bật trong album của cả hai nghệ sĩ. "Dilemma" đã nhận được hai đề cử giải Grammy cho Thu âm của năm và Hợp tác rap/hát xuất sắc nhất tại lễ trao giải thường niên lần thứ 45, và chiến thắng giải sau. Về mặt thương mại, nó đã trở thành một bản hit lớn trên toàn cầu, và được xem là bài hát thành công nhất trong sự nghiệp của Nelly lẫn Rowland. Bài hát đứng đầu các bảng xếp hạng ở Úc, Bỉ (Flanders), Brazil, Đức, Hungary, Ireland, Thụy Sĩ và Vương quốc Anh, và lọt vào top 5 ở hầu hết những quốc gia nó xuất hiện. Tại Hoa Kỳ, nó đứng đầu bảng xếp hạng Billboard Hot 100 trong 10 tuần không liên tiếp, và là bài hát thành công thứ 11 trong thập niên 2000 tại đây. Tính đến nay, đĩa đơn đã bán được hơn 7.6 triệu bản trên toàn cầu, trở thành một trong những đĩa đơn bán chạy nhất mọi thời đại.

## Video âm nhạc
Một video âm nhạc cho "Dilemma" đã được thực hiện và phát hành, trong đó Rowland chuyển nhà đến khu phố mà Nelly đang sinh sống, và cả hai đã nảy sinh tình cảm với nhau mặc dù mỗi người đều đã có người yêu. Nó còn bao gồm sự tham gia diễn xuất của Patti LaBelle và cầu thủ bóng rổ Larry Hughes. Video đã nhận được một đề cử Giải Video âm nhạc của MTV cho Video R&B xuất sắc nhất, và được nhớ đến với cảnh Rowland nhắn tin cho Nelly bằng ứng dụng bảng tính. Năm 2011, cả hai nghệ sĩ tái hợp trong "Gone", một bài hát được xem như phần tiếp theo của "Dilemma", và phát hành như là một đĩa đơn trích từ album phòng thu thứ sáu của Nelly 5.0 (2010).

## Danh sách bản nhạc
Đĩa đơn 12 inch Hoa Kỳ
| Mặt A | Mặt A                    | Mặt A      |
| STT   | Nhan đề                  | Thời lượng |
| ----- | ------------------------ | ---------- |
| 1.    | "Dilemma" (Clean)        | 4:49       |
| 2.    | "Dilemma" (Dirty)        | 4:49       |
| 3.    | "Dilemma" (Instrumental) | 4:49       |

| Mặt B | Mặt B                           | Mặt B      |
| STT   | Nhan đề                         | Thời lượng |
| ----- | ------------------------------- | ---------- |
| 1.    | "Air Force Ones" (Clean)        | 5:04       |
| 2.    | "Air Force Ones" (Dirty)        | 5:04       |
| 3.    | "Air Force Ones" (Instrumental) | 5:04       |

Đĩa đơn 12 inch Anh Quốc
| STT | Nhan đề                           | Thời lượng |
| --- | --------------------------------- | ---------- |
| 1.  | "Dilemma" (Radio Edit)            | 3:59       |
| 2.  | "Dilemma" (G4orce Radio Edit)     | 3:30       |
| 3.  | "Dilemma" (Jason Nevins Club Mix) | 6:21       |

Đĩa đơn maxi Anh Quốc
| STT | Nhan đề                             | Thời lượng |
| --- | ----------------------------------- | ---------- |
| 1.  | "Dilemma" (Radio Edit)              | 3:59       |
| 2.  | "Dilemma" (Jason Nevins Remix Edit) | 4:34       |
| 3.  | "Kings Highway"                     | 5:31       |
| 4.  | "Dilemma" (Video)                   |            |

Đĩa đơn CD Canada
| STT | Nhan đề                   | Thời lượng |
| --- | ------------------------- | ---------- |
| 1.  | "Dilemma" (Album Version) | 4:49       |
| 2.  | "Kings Highway"           | 5:31       |

Đĩa đơn maxi Úc
| STT | Nhan đề                             | Thời lượng |
| --- | ----------------------------------- | ---------- |
| 1.  | "Dilemma" (Album Version)           | 4:49       |
| 2.  | "Dilemma" (Jason Nevins Remix Edit) | 4:30       |
| 3.  | "Dilemma" (G4CE Full Vocal Remix)   | 5:57       |
| 4.  | "Put Your Hands Up"                 | 5:17       |
| 5.  | "Dilemma" (Video)                   |            |

Đĩa đơn maxi châu Âu
| STT | Nhan đề                             | Thời lượng |
| --- | ----------------------------------- | ---------- |
| 1.  | "Dilemma" (Radio Edit)              | 3:59       |
| 2.  | "Dilemma" (DJ Desue Edit)           | 4:15       |
| 3.  | "Dilemma" (Jason Nevins Remix Edit) | 4:30       |
| 4.  | "Kings Highway"                     | 5:31       |
| 5.  | "Dilemma" (Video) (Enhanced)        |            |

## Ghi công và đội ngũ thực hiện
Bản ghi công được lấy từ bìa sau của "Dilemma".
- Lời được viết bởi K. Gamble, B. Sigler, Nelly
- Nhạc được viết bởi Bam và Ryan Bowser
- Chứa một số yếu tố âm nhạc từ "Love, Need and Want You"
- Sản xuất bởi Bam và Ryan Bowser

## Bảng xếp hạng
| Bảng xếp hạng (2002–2003)                | Vị trí cao nhất |
| ---------------------------------------- | --------------- |
| Úc (ARIA)                                | 1               |
| Úc Urban (ARIA)                          | 1               |
| Áo (Ö3 Austria Top 40)                   | 2               |
| Bỉ (Ultratop 50 Flanders)                | 1               |
| Bỉ (Ultratop 50 Wallonia)                | 3               |
| Canada (Nielsen SoundScan)               | 3               |
| Costa Rica (Notimex)                     | 3               |
| Croatia (HRT)                            | 3               |
| Cộng hòa Séc (IFPI)                      | 4               |
| Đan Mạch (Tracklisten)                   | 2               |
| Ecuador (Notimex)                        | 2               |
| Châu Âu (Eurochart Hot 100)              | 2               |
| Phần Lan (Suomen virallinen lista)       | 10              |
| Pháp (SNEP)                              | 6               |
| Đức (GfK)                                | 1               |
| Hy Lạp (IFPI)                            | 9               |
| Hungary (Rádiós Top 40)                  | 1               |
| Hungary (Single Top 40)                  | 2               |
| Ireland (IRMA)                           | 1               |
| Ý (FIMI)                                 | 3               |
| Hà Lan (Dutch Top 40)                    | 1               |
| Hà Lan (Single Top 100)                  | 1               |
| New Zealand (Recorded Music NZ)          | 2               |
| Nicaragua (Notimex)                      | 2               |
| Na Uy (VG-lista)                         | 2               |
| Ba Lan (Polish Singles Chart)            | 2               |
| România (Romanian Top 100)               | 5               |
| Scotland (OCC)                           | 1               |
| Thụy Điển (Sverigetopplistan)            | 2               |
| Thụy Sĩ (Schweizer Hitparade)            | 1               |
| Anh Quốc (OCC)                           | 1               |
| Anh Quốc R&B (OCC)                       | 1               |
| Hoa Kỳ Billboard Hot 100                 | 1               |
| Hoa Kỳ Hot R&B/Hip-Hop Songs (Billboard) | 1               |
| Hoa Kỳ Hot Rap Songs (Billboard)         | 1               |
| Hoa Kỳ Pop Airplay (Billboard)           | 1               |
| Hoa Kỳ Rhythmic (Billboard)              | 1               |

| Bảng xếp hạng (2013) | Vị trí cao nhất |
| -------------------- | --------------- |
| Scotland (OCC)       | 56              |
| Anh Quốc (OCC)       | 51              |
| Anh Quốc R&B (OCC)   | 12              |

| Bảng xếp hạng (2002)                     | Vị trí |
| ---------------------------------------- | ------ |
| Úc (ARIA)                                | 4      |
| Úc Urban (ARIA)                          | 2      |
| Áo (Ö3 Austria Top 40)                   | 45     |
| Bỉ (Ultratop 50 Flanders)                | 9      |
| Bỉ (Ultratop 50 Wallonia)                | 27     |
| Canada (Nielsen SoundScan)               | 12     |
| Châu Âu (Eurochart Hot 100)              | 10     |
| Pháp (SNEP)                              | 45     |
| Đức (Official German Charts)             | 15     |
| Ireland (IRMA)                           | 5      |
| Hà Lan (Dutch Top 40)                    | 33     |
| Hà Lan (Single Top 100)                  | 4      |
| New Zealand (Recorded Music NZ)          | 27     |
| Thụy Điển (Sverigetopplistan)            | 14     |
| Thụy Sĩ (Schweizer Hitparade)            | 6      |
| Anh Quốc Singles (OCC)                   | 4      |
| Anh Quốc Airplay (Music Week)            | 7      |
| Anh Quốc Urban (Music Week)              | 20     |
| Hoa Kỳ Billboard Hot 100                 | 4      |
| Hoa Kỳ Hot R&B/Hip-Hop Songs (Billboard) | 6      |
| Hoa Kỳ Mainstream Top 40 (Billboard)     | 12     |
| Hoa Kỳ Rhythmic (Billboard)              | 4      |

| Bảng xếp hạng (2003)          | Vị trí |
| ----------------------------- | ------ |
| Úc (ARIA)                     | 26     |
| Úc Urban (ARIA)               | 13     |
| Áo (Ö3 Austria Top 40)        | 53     |
| Bỉ (Ultratop 50 Flanders)     | 66     |
| Bỉ (Ultratop 50 Wallonia)     | 56     |
| Brasil (Crowley)              | 4      |
| Colombia (B & V Marketing)    | 1      |
| Đức (Official German Charts)  | 53     |
| Hà Lan (Dutch Top 40)         | 94     |
| Hà Lan (Single Top 100)       | 56     |
| România (Romanian Top 100)    | 50     |
| Thụy Sĩ (Schweizer Hitparade) | 71     |
| Anh Quốc Singles (OCC)        | 162    |

| Bảng xếp hạng (2000–2009)    | Vị trí |
| ---------------------------- | ------ |
| Úc (ARIA)                    | 20     |
| Đức (Official German Charts) | 51     |
| Hà Lan (Single Top 100)      | 24     |
| Anh Quốc Singles (OCC)       | 22     |
| Hoa Kỳ Billboard Hot 100     | 11     |

## Chứng nhận
| Quốc gia | Chứng nhận  | Số đơn vị/doanh số chứng nhận |
| --- | ----------- | ----------------------------- |
| Úc (ARIA) | 3× Bạch kim | 210.000^                      |
| Áo (IFPI Áo) | Vàng        | 15.000*                       |
| Bỉ (BEA) | Bạch kim    | 50.000*                       |
| Brasil (Pro-Música Brasil) | Vàng        | 30.000‡                       |
| Đan Mạch (IFPI Đan Mạch) | Bạch kim    | 90.000‡                       |
| Pháp (SNEP) | Vàng        | 250.000*                      |
| Đức (BVMI) | Vàng        | 250.000^                      |
| Ý (FIMI) Doanh số từ 2009 | Vàng        | 35.000‡                       |
| Nhật Bản (RIAJ) Nhạc chuông toàn bộ bài | Bạch kim    | 250.000*                      |
| Nhật Bản (RIAJ) Nhạc chuông | Hàng triệu  | 0*                            |
| Hà Lan (NVPI) | Vàng        | 40.000^                       |
| New Zealand (RMNZ) | Bạch kim    | 10.000*                       |
| Na Uy (IFPI) | 2× Bạch kim | 20.000*                       |
| Tây Ban Nha (PROMUSICAE) | Vàng        | 30.000‡                       |
| Thụy Điển (GLF) | Vàng        | 15.000^                       |
| Thụy Sĩ (IFPI) | Bạch kim    | 40.000^                       |
| Anh Quốc (BPI) Doanh số từ 2004 | 3× Bạch kim | 1.800.000‡                    |
| * Chứng nhận dựa theo doanh số tiêu thụ. ^ Chứng nhận dựa theo doanh số nhập hàng. ‡ Chứng nhận dựa theo doanh số tiêu thụ và phát trực tuyến. |             |                               |

## Lịch sử phát hành
| Vùng     | Ngày                 | Định dạng                                   | Nhãn      | Ct.             |
| -------- | -------------------- | ------------------------------------------- | --------- | --------------- |
| Hoa Kỳ   | 25 tháng 6 năm 2002  | Airplay                                     | Universal | [ 104 ]         |
| Úc       | 14 tháng 10 năm 2002 | Đĩa đơn CD                                  | Universal | [ 105 ]         |
| Anh Quốc | 14 tháng 10 năm 2002 | Đĩa đơn 12 inch đĩa đơn cassette đĩa đơn CD | Universal | [ 106 ] [ 107 ] |